# مارغريت لي (ممثلة)
مارغريت لي (بالصينية: 李美玲؛ بالإنجليزية: Margaret Lee) هي ممثلة سنغافورية، ولدت في 24 مايو 1970 في سنغافورة.

## وصلات خارجية
- مارغريت لي (ممثلة) على موقع IMDb (الإنجليزية)
- مارغريت لي (ممثلة) على موقع قاعدة بيانات الفيلم (الإنجليزية)
- مارغريت لي (ممثلة) على موقع كينوبويسك (الروسية)